# L'Alcyon (torpilleur)
Pour les articles homonymes, voir Alcyon.
Le torpilleur L’Alcyon est un torpilleur français de la série des 1 500 tonnes appartenant à la classe L'Adroit. Lancé en 1926, il participe à la Seconde Guerre mondiale avant d'être désarmé en 1948.

## Caractéristiques
Toutes les unités de la classe L'Adroit ont été modernisées à la fin des années 1930 : remplacement du canon de 75 mm/50 et des 2 mitrailleuses 8 mm/80 par 2 canons de 37 mm modèle 1925 et 4 mitrailleuses de 13,2 mm. En 1940 tous, sauf La Railleuse, qui a subi une explosion le 24 mars 1940, et L'Adroit, coulé le 25 mai 1940, ont vu la pièce n°3 de 130 mm débarquée. En 1943, L'Alcyon, le Fortuné, le Basque et le Forbin sont modernisés : suppression d'un affût triple de tubes lance-torpilles de 550 mm, ajout d'un canon antiaérien de 40 mm Bofors Mk 1/2 et de 4 à 6 canons antiaériens de 20 mm Oerlikon Mk 4, d'un radar et d'un sonar.

## Histoire
L’Alcyon est mis en chantier le 26 juin 1926 à Bordeaux, aux Forges et chantiers de la Gironde. Lancé le 26 juin 1926, il est admis au service actif le 17 décembre 1929.
L’Alcyon combat à Casablanca lors de l'opération Torch et échappe au massacre. Après sa modernisation en Afrique du Nord (artillerie antiaérienne modernisée, installation d'un radar et d'un sonar...) il poursuit le combat pour la libération au côté des Alliés. Il est retiré du service le 15 mars 1948.

## Sources